# DHLファステストラップアワード
DHLファステストラップアワード(DHL Fastest Lap Award)とは、フォーミュラ1世界選手権(以下F1グランプリ)においてシーズン中最も多くのファステストラップを獲得したドライバーに贈られる賞である。別名は"最速ラップ賞"。

## 概要
2007年に創設され、F1グランプリのチャンピオンシップの成績に関係なく選出され、シーズン最終戦が終了した後ドライバーに授与される。スポンサーはDHLで、同社はF1グランプリのオフィシャルロジスティクスパートナーとしてF1マシンやその他機材の輸送を委託されている。

### 選考方法
各レース毎にファステストラップを記録したドライバーに1ポイントが与えられ、ポイントが一番高いドライバーに賞が贈られる。2人以上のドライバーが同点で並んだ場合は2番目に速いラップタイムを記録した回数を比較し、それも同数の場合は3番目を比較して一人に絞り込むカウントバック方式がとられる。

## 歴代受賞者
| 年    | ドライバー                 | チーム       | マシン                | FL獲得数 |
| ----- | -------------------------- | ------------ | --------------------- | -------- |
| 2007  | キミ・ライコネン           | フェラーリ   | F2007                 | 6        |
| 2008  | キミ・ライコネン           | フェラーリ   | F2008                 | 10       |
| 2009  | セバスチャン・ベッテル     | レッドブル   | RB5                   | 3        |
| 2010  | フェルナンド・アロンソ     | フェラーリ   | F10                   | 5        |
| 2011  | マーク・ウェバー           | レッドブル   | RB7                   | 7        |
| 2012  | セバスチャン・ベッテル     | レッドブル   | RB8                   | 6        |
| 2013  | セバスチャン・ベッテル     | レッドブル   | RB9                   | 7        |
| 2014  | ルイス・ハミルトン         | メルセデス   | F1 W05 Hybrid         | 7        |
| 2015  | ルイス・ハミルトン         | メルセデス   | F1 W06 Hybrid         | 8        |
| 2016  | ニコ・ロズベルグ           | メルセデス   | F1 W07 Hybrid         | 6        |
| 2017  | ルイス・ハミルトン         | メルセデス   | F1 W08 EQ Power+      | 7        |
| 2018  | バルテリ・ボッタス         | メルセデス   | F1 W09 EQ Power+      | 7        |
| 2019  | ルイス・ハミルトン         | メルセデス   | F1 W10 EQ Power+      | 6        |
| 2020  | ルイス・ハミルトン         | メルセデス   | F1 W11 EQ Performance | 6        |
| 2021  | ルイス・ハミルトン         | メルセデス   | F1 W12 E Performance  | 6        |
| 2022  | マックス・フェルスタッペン | レッドブル   | RB18                  | 5        |
| 2023  | マックス・フェルスタッペン | レッドブル   | RB19                  | 9        |
| 2024  | ランド・ノリス             | マクラーレン | MCL38                 | 6        |
| 出典: |                            |              |                       |          |

- 太字はその年のドライバーズタイトル獲得者。

## 備考
過去に4回カウントバック方式が適用されている。
- 2007年：ライコネンとフェリペ・マッサ。2番目のラップも3回で並んだ。
- 2009年：ベッテルとウェバー。
- 2010年：アロンソとルイス・ハミルトン。
- 2021年：ハミルトンとマックス・フェルスタッペン。

この賞を複数回受賞しているのはキミ・ライコネン、セバスチャン・ベッテル、ルイス・ハミルトンの3人で、全員ドライバーズチャンピオンを獲得している。

## 参照
1. ↑  プレスリリース
2. ↑  “ドライバー・オブ・ザ・デー最多獲得はフェルスタッペン。ピットストップ・アワードもレッドブル・ホンダが制す”.   autosport web (2019年12月4日). 2019年12月16日閲覧。
3. ↑  “DHL Fastest Lap Award” (英語).  DHL. 2025年4月6日閲覧。